# إمي إغيغ (تيدلي)
إمي إغيغ هو دُوَّار يقع بجماعة تيزي نتاكوشت، إقليم شتوكة آيت باها، جهة سوس ماسة في المملكة المغربية. ينتمي الدوّار لمشيخة تيدلي التي تضم 9 دواوير. يقدر عدد سكانه بـ 13 نسمة حسب الإحصاء الرسمي للسكان والسكنى لسنة 2004.

## روابط خارجية
- البوابة الوطنية للجماعات الترابية
- المندوبية السامية للتخطيط